# Галерија грбова Румуније
Галерија грбова Румуније обухвата актуелни грб Румуније, историјске грбове Румуније, грбове румунских округа и грбове румунских градова.

## Актуелни грб Румуније
- Грб Румуније 
(1992 – сада)

## Историјски грбови Румуније
- Грб Уједињене румунске кнежевине 
(1860 - 1862)
- Грб Уједињене румунске кнежевине 
(1862 - 1864)
- Грб Уједињене румунске кнежевине 
(1864 - 1866)
- Грб Кнежевине Румуније 
(1867-1872)
- Грб Краљевине Румуније 
(1881 - 1922)
- Средњи грб Краљевине Румуније 
(1922 - 1947)
- Велики грб Краљевине Румуније 
(1922 - 1947)
- Грб Народне Републике Румуније 
(јануар-март 1948)
- Грб Народне Републике Румуније 
(март 1948 - 1952)
- Грб Народне Републике Румуније 
(1952 - 1965)
- Грб Социјалистичке Републике Румуније 
(1965-1989)

## Историјски грбови региона Румуније пре уједињења
- Грб Кнежевине Влашке 
(1330 - 1859)
- Грб Кнежевине Молдавије 
(1346 - 1859)
- Грб Кнежевине Трансилваније 
(1570 - 1867)
- Грб Добруџе 
(1880)
- Грб Олтеније 
(1887)
- Грб Баната 
(1921)

## Грбови румунских округа
- Грб
 Албе
- Грб
Арада
- Грб
Арђеша
- Грб
Бакауа
- Грб
Бихора
- Грб
 Бистрице-Насауде
- Грб
Ботошанија
- Грб
 Брашова
- Грб
Браиле
- Грб
 Бузауа
- Грб
Букурешта
- Грб
 Васлуја
- Грб
Валче
- Грб
Вранче
- Грб
 Галаце
- Грб
 Горжа
- Грб
 Дамбовице
- Грб
Должа
- Грб
 Ђурђа
- Грб
Јаломице
- Грб
 Јашија
- Грб
 Илфова
- Грб
 Каларашија
- Грб
 Караш-Северина
- Грб
Клужа
- Грб
 Констанце
- Грб
Ковасне
- Грб
 Марамуреша
- Грб
 Мехединци
- Грб
 Муреша
- Грб
 Њамца
- Грб
 Олта
- Грб
 Прахова
- Грб
 Сату Маре
- Грб
 Салажа
- Грб
 Сибиња
- Грб
 Сучаве
- Грб
 Телеормана
- Грб
 Тимиша
- Грб
 Тулче
- Грб
Харгита
- Грб
 Хунедоара

## Грбови градова округа Албе
- Грб Ајуда
- Грб Блажа
- Грб Себеша
- Грб Абруда
- Грб Баје де Арјеша
- Грб Златне
- Грб Кимпенија
- Грб Кугира
- Грб Окне Муреша
- Грб Тејуша

## Грбови градова округа Арад
- Грб Арада
- Грб Јенопоља
- Грб Куртичија
- Грб Липове
- Грб Надлака
- Грб Печке
- Грб Пинкоте
- Грб Себиша
- Грб Синтане
- Грб Чишинеу-Крише

## Грбови градова округа Арђеш
- Грб Кампулунга
- Грб Костештија
- Грб Куртеа де Арђеша
- Грб Миовенија
- Грб Питештија
- Грб Тополовенија

## Грбови градова округа Бакау
- Грб Бакауа
- Грб Бухушија
- Грб Дирминештија
- Грб Команештија
- Грб Мојнештија
- Грб Онештија
- Грб Сленик-Молдове
- ГрбТаргу Окна

## Грбови градова округа Бихор
- Грб Алешда
- Грб Бејуша
- Грб Валеа луи Михаи
- Грб Вашкеу
- Грб Маргите
- Грб Нучета
- Грб Ореадеје
- Грб Салонте
- Грб Сачуенија
- Грб Штеија

## Грбови градова округа Бистрица-Насауд
- Грб Беклана
- Грб Насауда
- Грб Сенжорж-Баи

## Грбови градова округа Ботошани
- Грб Ботошанија
- Грб Бучече
- Грб Дарабанија
- Грб Дорохоја
- Грб Савенија
- Грб Флиманзија
- Грб Штефанештија

## Грбови градова округа Брашов
- Грб Брашова
- Грб Викторије
- Грб Гимбаве
- Грб Зарнештија
- Грб Кодље
- Грб Предеала
- Грб Рашнова
- Грб Рупеа
- Грб Сечеле
- Грб Фагарша

## Грбови градова округа Браила
- Грб Инсурецеи
- Грб Јанке
- Грб Феуреија

## Грбови градова округа Бузау
- Грб Бузауа
- Грб Рамнику Сарата
- Грб Нехојуа
- Грб Петирлажеле
- Грб Погоанеле

## Грбови градова округа Букурешт
- Грб Букурешта

## Грбови градова округа Васлуј
- Грб Васлуја
- Грб Барлада
- Грб Хушија
- Грб Негрештија
- Грб Мурженија

## Грбови градова округа Валча
- Грб Бабенија
- Грб Баиле Говора
- Грб Баиле Оланешти
- Грб Балчештија
- Грб Брезоја
- Грб Драгашанија
- Грб Келиминештија
- Грб Окнеле Мари
- Грб Рамнику Валче
- Грб Хорезуа

## Грбови градова округа Вранча
- Грб Аџуда
- Грб Одобешти
- Грб Панчуа

## Грбови градова округа Галац
- Грб Галаца
- Грб Текучија
- Грб Тиргу-Бужор
- Грб Берешти

## Грбови градова округа Горж
- Грб Бумбешти-Жиу
- Грб Мотре
- Грб Новаче
- Грб Ровинари
- Грб Тарга Жија
- Грб Таргу Карбунешти
- Грб Турченија
- Грб Циклени

## Грбови градова округа Дамбовица
- Грб Гајештија
- Грб Моренија
- Грб Пућоазе
- Грб Рекари
- Грб Трговишта
- Грб Титу
- Грб Фјени

## Грбови градова округа Долж
- Грб Баилештија
- Грб Бечета
- Грб Дабуленија
- Грб Калафата
- Грб Сегарче
- Грб Филијашија

## Грбови градова округа Ђурђу
- ГрбБолинтин-Вале
- Грб Ђурђуа
- Грб Михеилешти

## Грбови градова округа Јаломица
- Грб Амара
- Грб Кезенешти
- Грб Слобозије
- Грб Фетештија
- Грб Ћиндиреја
- Грб Урзиченија

## Грбови градова округа Јаши
- Грб Јашија
- Грб Пашканија
- Грб Таргу Фрумоса
- Грб Хирлауа
- Грб Пода Илоај

## Грбови градова округа Илфов
- Грб Брагадируа
- Грб Буфтеа
- Грб Волунтарија
- Грб Мегуреле
- Грб Отопенија
- Грб Пантелимона
- Грб Попешти-Леорденија
- Грб Читила

## Грбови градова округа Калараши
- Грб Будештија
- Грб Калараша
- Грб Лехлију Гаре
- Грб Олтеница
- Грб Фундулеа

## Грбови градова округа Караш-Северин
- Грб Анина
- Грб Баиле Херкулане
- Грб Бокша
- Грб Карансебеша
- Грб Нова Молдава
- Грб Оравица
- Грб Оцелу Рошу
- Грб Решица

## Грбови градова округа Клуж
- Грб Герла
- Грб Дежа
- Грб Кампија Турзији
- Грб Турда
- Грб Хуедин

## Грбови градова округа Констанца
- Грб Бенеаса
- Грб Ефорије
- Грб Констанце
- Грб Мангалија
- Грб Меџидије
- Грб Мурфатлар
- Грб Наводарија
- Грб Овидију
- Грб Текиргиола
- Грб Хиршова
- Грб Црне Воде
- Грб Чернавода

## Грбови градова округа Ковасна
- Грб Бараолт
- Грб Инторсура Бузеулуи
- Грб Ковасна
- Грб Светог Ђорђа
- Грб Таргу Секујеск

## Грбови градова округа Марамуреш
- Грб Баја Мареа
- Грб Баја Сприе
- Грб Борша
- Грб Вишеу де Сус
- Грб Драгомирештија
- Грб Кавника
- Грб Сејни
- Грб Селиштеа де Сус
- Грб Сигету Мармацјеј
- Грб Теући-Мегереуш
- Грб Улмењ
- Грб Шомкута Маре

## Грбови градова округа Мехединци
- Грб Баја де Арама
- Грб Винжу Маре
- Грб Дробета-Турну Северина
- Грб Оршаве
- Грб Стрехаје

## Грбови градова округа Муреш
- Грб Јернут
- Грб Лудуша
- Грб Меркуреа Ниражулуји
- Грб Сегешвара
- Грб Сенжорж де Педуре
- Грб Сермашу
- Грб Совата
- Грб Таргу Муреша
- Грб Тарнавенија
- Грб Унгењ

## Грбови градова округа Њамц
- Грб Биказа
- Грб Пјатра Њамца
- Грб Рознова
- Грб Романа
- Грб Таргу Њамца

## Грбови градова округа Олт
- Грб Балша
- Грб Драганешти на Олту
- Грб Каракала
- Грб Корабија
- Грб Пјатра на Олту
- Грб Поткоава
- Грб Скорничешти
- Грб Слатине

## Грбови градова округа Прахова
- Грб Азуга
- Грб Бајкоја
- Грб Болдешти-Скајени
- Грб Бреаза
- Грб Буштенија
- Грб Валенији де Мунте
- Грб Кимпина
- Грб Комарника
- Грб Мизила
- Грб Плоештија
- Грб Плопења
- Грб Синаја
- Грб Сленика
- Грб Урлације

## Грбови градова округа Сату Маре
- Грб Ардуда
- Грб Кареја
- Грб Ливаде
- Грб Негрешти Оаш
- Грб Сату Маре
- Грб Тешнада

## Грбови градова округа Салаж
- Грб Залауа
- Грб Жибоу
- Грб Чеху Силвањеја
- Грб Шимлеју Силванјеја

## Грбови градова округа Сибињ
- Грб Аврига
- Грб Агнита
- Грб Думбравени
- Грб Киснадије
- Грб Копша Мике
- Грб Медијаша
- Грб Меркуреа Сибињ
- Грб Окна Сибињ
- Грб Селиште
- Грб Сибиња
- Грб Телмачу

## Грбови градова округа Сучава
- Грб Броштени
- Грб Ватра Дорнеј
- Грб Викову де Сус
- Грб Гура Хуморулуји
- Грб Долхаска
- Грб Кажвана
- Грб Кимпулунг Молдованеска
- Грб Литени
- Грб Милишеући
- Грб Радауци
- Грб Сирет
- Грб Солка
- Грб Сучаве
- Грб Фалтичени
- Грб Фрасин

## Грбови градова округа Телеорман
- Грб Александрије
- Виделе
- Грб Рошиорији де Веде
- Грб Турну Магуреле
- Грб Зимнича

## Грбови градова округа Тимиш
- Грб Бузјаша
- Грб Велики Семиклуша
- Грб Гатаја
- Грб Дета
- Грб Жомбоља
- Грб Лугожа
- Грб Рекаша
- Грб Темишвара
- Грб Фагета
- Грб Чаково

## Грбови градова округа Тулча
- Грб Бабадага
- Грб Исакча
- Грб Мачина
- Грб Сулина
- Грб Тулче

## Грбови градова округа Харгита
- Грб Беиле Тушнада
- Грб Белана
- Грб Борсека
- Грб Влехица
- Грб Георгенија
- Грб Кристуру Секујеска
- Грб Мијеркуреја Чука
- Грб Одорхеју Секујеска
- Грб Топлице

## Грбови градова округа Хунедоара
- Грб Аниноаса
- Грб Брада
- Грб Вулкана
- Грб Деве
- Грб Хунедоара
- Грб Лупенија
- Грб Ораштије
- Грб Петрошанија
- Грб Килана
- Грб Геоагју
- Грб Хацега
- Грб Петрила
- Грб Симерије
- Грб Уриканија